# Андоринья (муниципалитет)
Андоринья (порт. Andorinha)  —  муниципалитет в Бразилии, входит в штат Баия. Составная часть мезорегиона Северо-центральная часть штата Баия. Входит в экономико-статистический микрорегион Сеньор-ду-Бонфин. Население составляет 14 756 человек на 2006 год. Занимает площадь 1207,680 км². Плотность населения — 12,2 чел./км².

## Статистика
- Валовой внутренний продукт на 2003 год составляет 46 570 630,00 реалов (данные: Бразильский институт географии и статистики).
- Валовой внутренний продукт на душу населения на 2003 год составляет 3059,03 реалов (данные: Бразильский институт географии и статистики).
- Индекс развития человеческого потенциала на 2000 год составляет 0,570 (данные: Программа развития ООН).